# Équipe d'Afrique du Sud féminine de football
Cet article traite de l'équipe féminine. Pour l'équipe masculine, voir Équipe d'Afrique du Sud de football.
Maillots
L'équipe d'Afrique du Sud féminine de football, surnommée Banyana Banyana, est constituée par une sélection des meilleures joueuses sud-africaines sous l'égide de la Fédération d'Afrique du Sud de football.

## Histoire

### Années 2010
Les Banyana Banyana atteignent la finale de la coupe d'Afrique en 2012 (défaite 4-0 face à la Guinée Équatoriale), puis les demi-finales en 2014.
Aux Jeux olympiques de Rio en 2016, l'Afrique du Sud perd de justesse face à la Suède lors du match d'ouverture, et sont éliminées après une deuxième défaite contre la Chine (2-0),.
Lors de la CAN 2018, l'Afrique du Sud remporte ses trois matches de poules. Les Banyana Banyana commencent par une victoire de prestige contre les tenantes du titre nigériane (1-0). Une victoire écrasante 7-1 face à la Guinée Équatoriale et un nul 1-1 face à la Zambie leur ouvrent les portes des demi-finales, où l'équipe s'impose 2-0 face au Mali, avec des buts de Kgatlana et Ramalepe. Cette victoire leur offre une première qualification pour la coupe du monde, en 2019. L'Afrique du Sud perd en finale contre le Nigeria. Les joueuses doivent aller au bras de fer avec leur fédération pour toucher leurs primes.
Pour leur première coupe du monde en 2019, les Banyana Banyana s'inclinent lors de leurs trois matches de poules, face à l'Espagne (3-1), la Chine (1-0) et l'Allemagne (4-0). Elles échouent également à se qualifier pour les Jeux olympiques, éliminées aux tirs au but par le Botswana.
En 2020, les Sud-Africaines décrochent un septième sacre en championnat du COSAFA, le quatrième consécutif. Une défaite surprise l'année suivante face au Malawi en demi-finale met fin à cette série.

### Sur le toit de l'Afrique puis Coupe du monde 2023 réussie
En 2022, les Sud-Africaines se présentent à la coupe d'Afrique des nations avec l'ambition de renverser enfin les Nigérianes. Elles se retrouvent dans la même poule que les Super Eagles, qu'elles affrontent lors de leur premier match. Les Banyana Banyana s'imposent 2-1 et lancent parfaitement leur tournoi. Elles enchaînent avec une large victoire 3-0 contre le Burundi, puis un dernier succès sur la plus petite des marges (1-0) face aux voisines du Botswana. La qualification pour les quarts de finale facilement acquise, elles y affrontent la Tunisie, qu'elles éliminent 1-0 grâce à un but de Seoposenwe en début de match. Elles sont alors opposées à la Zambie en demi-finale, dans un match qu'elles remportent de justesse avec un penalty inscrit au bout du temps additionnel par Motlhalo. En finale, les Sud-Africaines affrontent les hôtes marocaines. Dans un stade Moulay-Abdallah chauffé à bloc, Magaia inscrit un doublé. Les Marocaines ne réduisent le score par Ayane, mais c'est insuffisant pour priver les Banyana Banyana d'un premier titre continental.
Cette victoire les qualifie également pour la coupe du monde 2023. La fédération s'engage à assurer l'égalité salariale avec l'équipe masculine. En septembre, lors du championnat du COSAFA, l'Afrique du Sud s'incline 1-0 en finale face à la Zambie (1-0, but de Barbra Banda).
Lors de la Coupe du monde 2023, l'Afrique du Sud, toujours coachée par Desiree Ellis comme lors de la précédente édition, réussit à rallier la phase à élimination directe pour sa 2e participation à la grande messe mondiale. Les Banyana Banyana finissent en effet à la 2e place du groupe G avec 4 points, derrière la Suède contre lesquelles elles s'inclinent (1-2 après avoir ouvert le score), mais devant l'Italie qu'elles ont battu 3-2 lors du dernier match de poule décisif alors que les Transalpines les devançaient de 2 points avant la rencontre, ainsi que devant l'Argentine qu'elles ont tenu en échec (2-2 après avoir mené 2-0). Leur parcours s'arrête en huitièmes de finale, où elles sont battues (0-2) par les Pays-Bas.

## Classement FIFA
| Année              | 2003 | 2004 | 2005 | 2006 | 2007 | 2008 | 2009 | 2010 | 2011 | 2012 | 2013 | 2014 | 2015 | 2016 | 2017 | 2018 | 2019 | 2020 | 2021 | 2022 |
| ------------------ | ---- | ---- | ---- | ---- | ---- | ---- | ---- | ---- | ---- | ---- | ---- | ---- | ---- | ---- | ---- | ---- | ---- | ---- | ---- | ---- |
| Classement mondial | 62   | 73   | 72   | 71   | 71   | 58   | 55   | 59   | 66   | 56   | 50   | 60   | 56   | 51   | 54   | 48   | 55   | 53   | 56   | 54   |

## Palmarès

### Parcours enCoupe du monde
| Édition | Performance        | J | V | N | D | Bp | Bc |
| ------- | ------------------ | - | - | - | - | -- | -- |
| 1991    | Non qualifiée      | - | - | - | - | -  | -  |
| 1995    | Non qualifiée      | - | - | - | - | -  | -  |
| 1999    | Non qualifiée      | - | - | - | - | -  | -  |
| 2003    | Non qualifiée      | - | - | - | - | -  | -  |
| 2007    | Non qualifiée      | - | - | - | - | -  | -  |
| 2011    | Non qualifiée      | - | - | - | - | -  | -  |
| 2015    | Non qualifiée      | - | - | - | - | -  | -  |
| 2019    | 1er tour           | 3 | 0 | 0 | 3 | 1  | 8  |
| 2023    | Huitième de finale | 4 | 1 | 1 | 2 | 6  | 8  |
| 2027    | À venir            | - | - | - | - | -  | -  |
| Total   | 2/9                | 7 | 1 | 1 | 5 | 7  | 16 |

### Parcours auxJeux olympiques d'été
- 1996 : Non qualifiée
- 2000 : Non qualifiée
- 2004 : Non qualifiée
- 2008 : Non qualifiée
- 2012 : 1er tour
- 2016 : 1er tour
- 2021 : Non qualifiée
- 2024 : À venir

### Coupe d'Afrique des nations
- 1991 : Non inscrite
- 1995 :  Finaliste
- 1998 : 1er tour
- 2000 :  Finaliste
- 2002 : 4e
- 2004 : 1er tour
- 2006 :  3e
- 2008 :  Finaliste
- 2010 :  3e
- 2012 :  Finaliste
- 2014 : 4e
- 2016 : 4e
- 2018 :  Finaliste
- 2022 :  Vainqueur
- 2024 : 4e

### Jeux africains
- 2003 :  Finaliste
- 2007 :  Finaliste
- 2011 : 4e
- 2015 : 1er tour
- 2019 : 1er tour
- 2024 : À venir

### Championnat féminin du COSAFA
- 2002 : Vainqueur
- 2006 : Vainqueur
- 2008 : Vainqueur
- 2011 : Finaliste
- 2017 : Vainqueur
- 2018 : Vainqueur
- 2019 : Vainqueur
- 2020 : Vainqueur
- 2021 : 4e
- 2022 : Finaliste

### Tournois amicaux
- Aisha Buhari Cup 2021 : Vainqueur

## Personnalités

### Effectif actuel
Les joueuses suivantes sont convoquées pour participer au match amical contre la Serbie le 10 avril 2023.